# 大手前
大手前（日语：／）是大阪府大阪市中央區的町名。現行行政地名為大手前一丁目至大手前四丁目。郵遞區號540-0008。

## 地理
位於大坂城西側，有大阪府廳、大阪府警察本部等眾多行政機關。

## 歷史
現在大手前一丁目京街道沿線在過去名為京橋前之町與京橋一丁目，上町筋上町筋以東屬馬場町，大手前四丁目屬法圓坂町。
江戶時代，大坂城正面的大手口由大坂城代擔任警備工作，大手前有京橋口定番上屋敷、大坂東町奉行所等。明治之後由兵部省管轄，設有大阪陸軍醫院等設施。1879年實施郡區町村編制法，為大阪府東區大手前之町。
1923年大阪府立大手前高等女學校、1926年大阪府廳陸續遷入。1958年大阪府警察本部遷入中部憲兵隊司令部舊址。

### 地名由來
位於大坂城大手口前方而得名。

## 交通
鐵道
- 大阪市營地下鐵谷町線、中央線谷町四丁目站
- 大阪市營地下鐵谷町線、京阪電鐵天滿橋站

巴士
- 大阪市營巴士「大手前」、「馬場町」

道路
- 上町筋（日语：上町筋）
- 谷町筋
- 阪神高速13號東大阪線法圓坂出入口

## 設施
- 日本經濟新聞社大阪本社
- 大阪電視台
- 大阪府立男女共同參與、青少年中心（日语：大阪府立男女共同参画・青少年センター）
- 追手門學院大手前中學校、高等學校（日语：追手門学院大手前中学校・高等学校）
- 追手門學院小學校（日语：追手門学院小学校）
- 大阪齒科大學（日语：大阪歯科大学）附屬醫院
- 大手前醫院（日语：大手前病院）
- 大阪府立大手前高等學校（日语：大阪府立大手前高等学校）
- 大阪府廳舍（日语：大阪府庁舎）
- 大阪府議會
- 大阪府警察本部（日语：大阪府警察本部）
- 大阪府立現代美術中心（日语：大阪府立現代美術センター）
- 大阪歷史博物館
- NHK大阪放送局
- 大阪家庭裁判所（日语：大阪家庭裁判所）